# Flore du Sahara

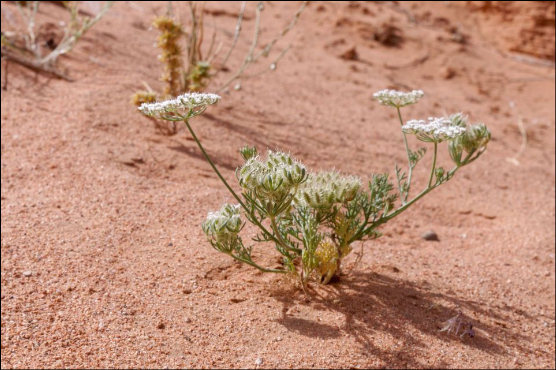
Daucus sahariensis, la Carotte du Sahara.

Le Sahara compte environ 1 200 espèces de plantes vasculaires. À proportion, ce désert est dix fois moins riche que l'Europe et la Méditerranée : 160 espèces contre 1 700 pour 10 000 km2. C'est la plus basse valeur observée à la surface du globe, régions arctique et antarctique exceptées.
En dépit de cette pauvreté relative, la flore du Sahara comporte un certain nombre d'espèces endémiques, majoritairement dans les confins nord-occidentaux sahariens : c'est le cas par exemple du chou-fleur de Bou Hamama (Fredolia aretioides, Amaranthacées) ou encore du crucifère Quezeliantha (Brassicacées). Une autre spécificité de la flore saharienne réside en ses capacités d'adaptation à des conditions d'aridité extrêmes, montrant la persistance d'une partie de la végétation lors de longues séquences sans précipitations et l'émergence des espèces en dormance après des chutes de pluie.

## Origines de la flore saharienne

### Éléments géographiques
La flore saharienne peut être divisée en deux régions principales : la région saharo-arabique, au nord et au centre du Sahara, et la région soudano-deccanienne, au sud. À ces ères de répartitions s'ajoutent des influences méditerranéennes et tropicales.
Au sein de ces régions, la flore saharienne occupe des biotopes variés : erg, reg, plateau rocheux, lit d'oued ensablé... A chaque milieu correspondent un groupement, souvent de quelques espèces seulement, et des caractéristiques particuliers.